# 拉加尔德-阿尚
拉加尔德-阿尚（法語：Lagarde-Hachan，法語發音：[laɡaʁd aʃɑ̃]）是法国热尔省的一个市镇，属于米朗德区。该市镇于1822年由原市镇拉加尔德诺布勒（La Garde-Noble）和下阿尚（Hachan-de-Bas）合并而成。

## 地理
拉加尔德-阿尚（43°24'23"N, 0°29'38"E）面积8.57 平方千米，位于法国奧克西塔尼大區热尔省，该省份为法国西南部内陆省份，北起顺时针与洛特-加龙省、塔恩-加龙省、上加龙省、上比利牛斯省、大西洋比利牛斯省和朗德省接壤。
与拉加尔德-阿尚接壤的市镇（或旧市镇、城区）包括：维奥藏、欧让-穆尔内德、圣阿罗芒、圣埃利特、萨马朗、索维亚克。

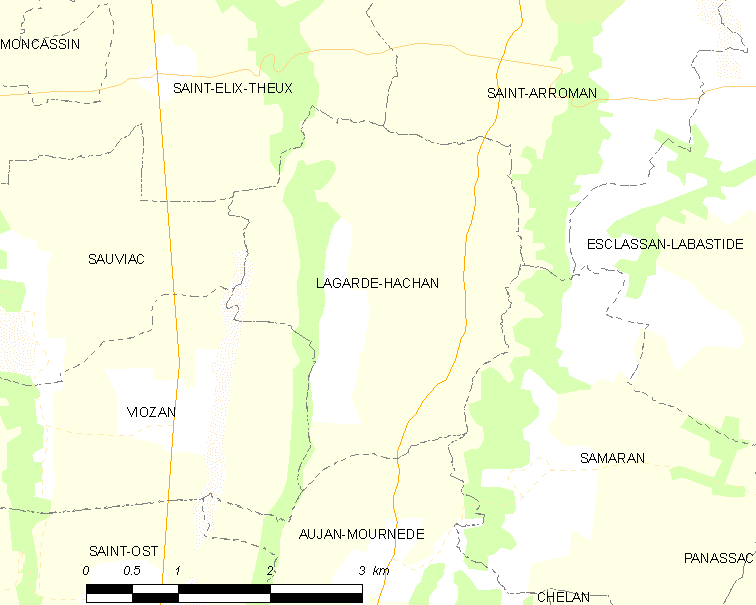
拉加尔德-阿尚的OSM定位图

拉加尔德-阿尚的时区为UTC+01:00、UTC+02:00（夏令时）。

## 行政
拉加尔德-阿尚的邮政编码为32300，INSEE市镇编码为32177。

## 政治
拉加尔德-阿尚所属的省级选区为米朗德-阿斯塔拉克县。

## 人口

1962-2008年间拉加尔德-阿尚人口变化图示

拉加尔德-阿尚于2022年1月1日时的人口数量为167人。